# Air Traffic
Air Traffic ist eine britische Band aus Bournemouth.

## Bandgeschichte
Die Gruppe formierte sich 2005 und probte in einem außer Betrieb befindlichen Flugzeughangar in der Nähe des Flughafens Bournemouth. Da die Signale der Air Traffic Control über den Verstärker der Band zu hören waren, wählten sie Air Traffic als Bandnamen. Im Juli 2006 veröffentlichte das Quartett die erste Single bei dem Independent-Label Fandango. Die Auflage betrug 500 Stück. Kurz darauf wurde der britische Produzent David Kosten auf Air Traffic aufmerksam und nahm sie für sein zu EMI gehöriges Label Tiny Consumer unter Vertrag. Im März 2007 gelang der Band mit der Wiederveröffentlichung ihrer Debüt-Single Charlotte die erste Platzierung in den britischen Verkaufscharts. Wenig später erschien das erste Album Fractured Life, welches ebenso wie die weiteren Singles Shooting Star und No More Running Away in den Charts notierte.
Aufgrund des für Britpop untypischen pianolastigen Sounds wird Air Traffic mit Muse verglichen.

## Diskografie

### Alben
| Jahr | Titel          | Höchstplatzierung, Gesamtwochen, AuszeichnungChartsChartplatzierungen (Jahr, Titel, Platzierungen, Wochen, Auszeichnungen, Anmerkungen) | Anmerkungen                        |
| Jahr | Titel          | UK | Anmerkungen                        |
| ---- | -------------- | --- | ---------------------------------- |
| 2007 | Fractured Life | UK42 (2 Wo.)UK | Erstveröffentlichung: 2. Juli 2007 |

### EPs
- 2006: Never Even Told Me Her Name

### Singles
| Jahr | Titel Album                         | Höchstplatzierung, Gesamtwochen, AuszeichnungChartsChartplatzierungen (Jahr, Titel, Album, Platzierungen, Wochen, Auszeichnungen, Anmerkungen) | Anmerkungen |
| Jahr | Titel Album                         | UK | Anmerkungen |
| ---- | ----------------------------------- | --- | ----------- |
| 2007 | Charlotte Fractured Life            | UK33 (2 Wo.)UK |             |
| 2007 | Shooting Star Fractured Life        | UK30 (4 Wo.)UK |             |
| 2007 | No More Running Away Fractured Life | UK45 (1 Wo.)UK |             |

Weitere Singles
- 2006: Just Abuse Me/Charlotte
- 2017: Almost Human

## Auszeichnungen für Musikverkäufe
| Goldene Schallplatte - Belgien - 2008: für das Album Fractured Life |

| Land/RegionAuszeichnungen für Musikverkäufe (Land/Region, Auszeichnungen, Verkäufe, Quellen) | Gold  | Platin | Verkäufe | Quellen     |
| -------------------------------------------------------------------------------------------- | ----- | ------ | -------- | ----------- |
| Belgien (BRMA)                                                                               | Gold1 | —      | 15.000   | ultratop.be |
| Insgesamt                                                                                    | Gold1 | —      |          |             |